# Les Villettes

Les Villettes este o comună în departamentul Haute-Loire, Franța. În 2009 avea o populație de 1,178 de locuitori.